# Alfhild Agrell
Alfhild Teresia Agrell (ur. 14 stycznia 1849 w Härnösandzie, zm. 8 listopada 1923 we Flenie) – szwedzka prozaiczka i dramatopisarka.

## Twórczość
- Räddad, 1883, dramat
- Dömd, 1884, dramat
- Ensam, 1886, dramat
- Vår, 1889, dramat
- Ingrid, 1900, dramat
- Småstadsliv, 1884
- Från land och stad, 1884, zbiór opowiadań.
- På landsbygden, 1887
- Norrlandsgubbar och Norrlandsgummor, 1899–1900
- Vad ingen ser,, 1885
- I Stockholm, 1893
- Hemma i Jockmock, 1896
- Nordanifrån, 1898
- Guds drömmare, 1904
- Norrlandshumör, 1910